# Richmond, North Yorkshire
Richmond este un oraș în comitatul North Yorkshire, regiunea Yorkshire and the Humber, Anglia. Orașul se află în districtul Richmondshire a cărui reședință este.